# Gamba (Kreis)

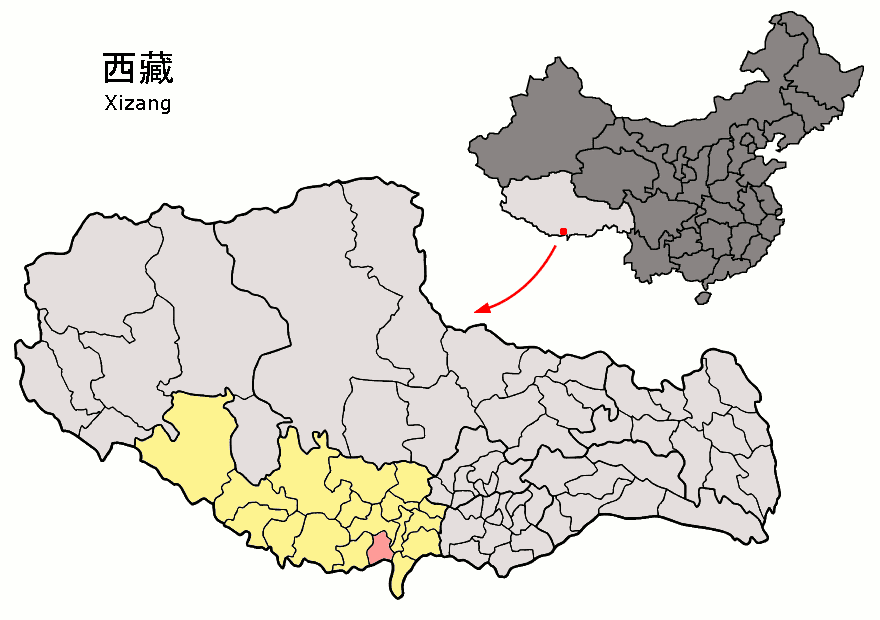
Lage des Kreises Gamba (rosa) in der Stadt Xigazê (gelb)

Gamba (tibetisch: གམ་པ་རྫོང་, Umschrift nach Wylie: gam pa rdzong, auch Gampa Dzong; chinesisch 岗巴县, Pinyin Gǎngbā Xiàn) ist ein Kreis im Süden der bezirksfreien Stadt Xigazê im Autonomen Gebiet Tibet der Volksrepublik China. Die Fläche beträgt 3.921 Quadratkilometer und die Einwohnerzahl 11.276 (Stand: Zensus 2020). 1999 zählte Gamba 9.090 Einwohner.

## Administrative Gliederung
Auf Gemeindeebene setzt sich der Kreis aus einer Großgemeinde und vier Gemeinden zusammen. Diese sind (amtl. Schreibweise / Chinesisch):
- Großgemeinde Gamba 岗巴镇
- Gemeinde Lungrong 隆中乡
- Gemeinde Kurme 孔玛乡
- Gemeinde Chig 直克乡
- Gemeinde Changlung 昌龙乡